# Номадология
Номадология (от номад: кочевник) — проект (концепция) нового видения мира, предложенный Ж. Делёзом и Ф. Гваттари в 1970-х годах.
Проект (концепция) характеризуется отказом от идеи жесткой структуры, основанной на бинарных оппозициях, а также от идеи строгого детерминизма (метафора генерала). Одним из ключевых символов номадологии является ризома. Номадология также обращает внимание на появление на Западе «племенной психологии», выраженной в образовании групп, которые противопоставляют себя остальному обществу и создают собственную символику и ритуалы (например, субкультуры). По первоначальной задумке Делёза, изложенной в 12 главе трактата «Анти-Эдип» (1980 год), эти анархистские «племена» напоминают кочевников древности и бросают вызов репрессивному аппарату цивилизации и государства. В целом номадология может рассматриваться как синоним постмодернизма в версии Делёза и Гваттари.

## Ризома
Ризома (франц. rhizome — корневище) — это одно из ключевых понятий номадологии, введённое Ж. Делёзом и Ф. Гваттари в 1976 году. Ризома представляет собой метафору постмодернистского сознания — сеть множественных нелинейных антииерархических связей, противоположных линейным структурам бытия и мышления. В ботанике ризомом называется горизонтальный ползучий корнеподобный подземный стебель некоторых растений, из которого образуются новые побеги и корни.
В философской трактовке ризома противопоставлена корню-стержню, или древовидной структуре, которая ассоциируется с классическим мышлением. Корень имеет центр и уходит вглубь, ризома же представляет собой структуру с отсутствующим смысловым центром, растущую вширь. В этнографическом понимании ризома представляет собой кочевую (номадическую) культуру, в то время как корень — культуру оседлую. Иначе говоря, кочевники, в противоположность государству, не разделяют пространство, находясь в жестких границах, а разделяются в пространстве — гладком, открытом и неограниченном.
Для ризомы, согласно Ж. Делёзу и Ф. Гваттари, характерны следующие свойства:
- Принцип сцепления и гетерогенности: любое место ризомы может и должно быть присоединено к любому другому её месту.
- Принцип множественности: не существует ни единства, которое бы служило стержнем в объекте, ни такого, которое бы разделялось в субъекте.
- Принцип неозначающего разрыва: ризома может быть сломана, разбита в каком-либо месте, но она возобновляется, следуя той или иной своей линии, а также следуя другим линиям.
- Принцип картографии и декалькомании (переводной картинки): ризома не является ответственной ни за какую структуральную или генеративную модель, она чужда всякой идее генетической оси в качестве глубинной структуры. Карта открыта к изменениям и многообразна в противоположность кальке, которая всегда отсылает к «тому же самому».[4]

## Метафора Генерала
Фигура Генерала в номадологии выступает как некая внешняя причина, или детермината. Она может быть выражена в нескольких формах:
- В форме причины как таковой.
- В форме центра, главной функцией которого выступает определение некой установки для структуры и ее частей.
- В форме субъекта в транс-дискурсивной позиции (иначе говоря, в дискурсивности, обладающей генеративным потенциалом и определяющей существование различных дискурсивных практик[5]).
- В форме автора текста.[1]

Номадология не принимает фигуру Генерала в качестве внешней доминирующей и движущей силы, декларируя принцип спонтанной самоорганизации. Любой процесс осуществляется без принудительного подчинения, а исходит от «нецентрированной множественности», которая, согласно принципам ризоморфной структуры, избавляется как от чужаков, так и от любой централизующей силы.

## Сетевая парадигма номадологии
Для номадизма характерна идея сборки человека и лошади в «желающую машину», которая в дальнейшем вместе с другими единичностями собирается в орду — желающую мегамашину. Кочевник в процессе своей деятельности создает открытое эволюционирующее пространство бытия путем экспансии, в то время как государство стремится к закреплению территории с помощью установления границ и сегментации принадлежащего ему пространства.
Движение кочевника обуславливает его существование, и потому кочевник также закрепляет за собой территории — путем постоянного перемещения, каждый раз заново открывая пространство.

Понимание движения кочевника имеет свои особенности.
Кочевник не движется, в том смысле, что он не перемещается от точки к точке. В экзистенциальном смысле его нет вне перемещения, оно изначально ему присуще и определяет его как кочевника. Он не движется к дому или от него, как оседлый человек, а вместе с домом. В таком смысле кочевник неподвижен.
Экспансионный характер деятельности номада, как и постоянное расширение пространства подразумевает, что естественной формой существования кочевника является война. Номад представляется как «машина войны», как воин, то есть единица автономная и самостоятельная, в противоположность служащему, регламентированному уставом и починяющемуся ему. В государстве функции машины войны выполняет армия, которая существует как социальный институт с регламентированными в уставах нормами и правилами. Номадическая машина войны имеет абстрактный числовой характер (как монгольская конница, измеряющаяся в сотнях и тысячах) и сама перемещается в пространстве, не прикрепляясь к поверхности и не разделяя ее.

## Номадология в современном обществе

### Экономика
В постмодернизме XXI века, согласно А. М. Бекареву, можно выделить следующие формы номадизма: сетевизм, глобальные корпорации, диаспоры. Сеть становится ключевым понятием, формируясь в экономике с отделением финансового сектора от реального и покрывая остальные сети, в том числе и политические. В сфере торговли война брендов приводит к слияниям и поглощениям, крупные компании становятся ТНК, и тем самым их деятельность приобретает ризомный характер. Возникает так называемый сетевой империализм, который А. М. Бекарев и считает синонимом современного номадизма, основанного на триаде «капитал-власть-слава», необходимой для реализации обладания как важного принципа постсовременности. Стремление к обладанию подразумевает совершение постоянных движений, то есть необходимость стать своего рода кочевником.
Развитие Интернета оказывает влияние на социальные узы (изначально не являющиеся виртуальными) и дает человеку относительную свободу в гиперпространстве. Образующиеся глобальные информационные сети выступают не только как средство связи и передачи информации, но также интегрируются в финансовую среду, становясь инструментом для распространения электронных денег и технологий.

### Цифровой номадизм
Термин «сетевое общество», описывающий не только виртуальное пространство, но и общество в целом принадлежит Мануэлю Кастельсу. Сеть в эпоху информационного общества рассматривается как особая форма социального устройства. Данная сеть обладает общими характеристиками, которые присутствуют и в биологических, и в технических и в социальных формах: фрактальность (способность дробиться), связанность в целостность высокими скоростями, многоядерность (отсутствие доминирующего вектора). Перечисленные свойства характерны и для ризомы, поэтому сетевое общество может считаться ризомным пространством, в котором работают законы номадологии. 

Сеть как ризомное поле кочевания субъектов постмодерна позволяет фрагментировать социальные взаимодействия, адаптируясь к индивидуальным условиям человеческого бытования, помогает снять замкнутость, ограниченность пространства и сделать горизонты коммуникации открытыми. Подобно миру традиционных кочевников, сеть распространяется по горизонтальной поверхности, устраняя вертикальные иерархии. Погруженные в сеть номады постмодерна переходят к экстерриториальности социальных связей, утрачивая привязанность к государству, локальному сообществу, дому.

## Обсуждение
Не все исследователи согласны с применением метафоры номада к современному человеку. Зигмунт Бауман полагает, что сегодня наиболее приемлемыми являются метафоры бродяги и туриста.
Турист платит за свою свободу, право не обращать внимание на местные заботы и чувства, право создавать собственную сеть значений… Мир принадлежит туристу, … он должен прожить в нем с удовольствием и, таким образом, наделить его смыслом.
Бродяги — это путешественники, которым отказано в праве стать туристами. Им не дозволено ни оставаться на месте (ни одно конкретное место не гарантирует постоянства, окончания нежеланного движения), ни искать более подходящего места для жизни.
Другую интерпретацию современного номадизма предлагает Рози Брайдотти, подчеркивающая нелинейность мышления женщины и противопоставляющая разум «мужской» — законодательный, логоцентрический, разуму «женскому» — интерпретативному и нелинейному.

Номадизм — это различие полов, понимаемое как возможность перемены позиции, которую обретают множественные женские, феминистские голоса, имеющие телесные воплощения; феминистский номадизм как теоретическая позиция допускает сосуществование… разных репрезентаций и способов понимания субъектности женщины и дает богатый материал для дискуссии.